# GISELe
『GISELe』（ジゼル）は主婦の友社より発刊されているファッション雑誌。月刊誌で、毎月28日発売。

## 概説
2005年（平成17年）10月28日創刊。大人になってもカジュアル志向な読者をターゲットとしており、読者対象は30歳前後の女性である。
「自分の感覚に自信を持ち、好きなことをしたいために自由な生き方を求めるニュージェネレーションのための雑誌」とされ、編集長の影山和美は「カジュアルを好む、自分らしさを大事にする人への雑誌」「高い物も良かったら買う、安い物も可愛かったら買うというように、自分の目で判断する人たちへの雑誌」と解説している。掲載コーディネートはモード・カジュアル系が中心で、内容は同日発売の「ELLE」などに近い。掲載商品は比較的安価なものが主体であるが、バッグ、財布などの小物中心にラグジュアリーブランドの商品もコンスタントに掲載されている。また、海外芸能人のスナップ記事が多く掲載されるのも特徴である。